# Wendy Hogg
Wendy Hogg, née le 15 septembre 1956 à Vancouver, est une nageuse canadienne.

## Carrière
Wendy Hogg participe aux Jeux olympiques d'été de 1976 à Montréal et remporte la médaille de bronze dans l'épreuve du 4 × 100 m 4 nages avec Anne Jardin, Susan Sloan et Robin Corsiglia.